# Stojewsko
Stojewsko – wieś w Polsce położona w województwie świętokrzyskim, w powiecie włoszczowskim, w gminie Krasocin.
W latach 1975–1998 miejscowość administracyjnie należała do województwa kieleckiego.